# Reed Township (Pennsylvanie)
Reed Township est un township situé à l'ouest de la partie centrale, dans le comté de Dauphin, en Pennsylvanie, aux États-Unis. En 2010, il comptait une population de 239 habitants.

## Démographie
Lors du recensement de 2010, le township comptait une population de 239 habitants. Elle est estimée, en 2016, à 239 habitants.

### Source de la traduction
- (en) Cet article est partiellement ou en totalité issu de l’article de Wikipédia en anglais intitulé « Reed Township, Dauphin County, Pennsylvania » (voir la liste des auteurs).